# Keltonia
Keltonia is een geslacht van wantsen uit de familie van de Miridae (Blindwantsen). Het geslacht werd voor het eerst wetenschappelijk beschreven door Knight in 1966.

## Soorten
Het genus bevat de volgende soorten:

- Keltonia balli (Knight, 1926)
- Keltonia bifurca T. Henry, 1991
- Keltonia clinopodii Kelton, 1966
- Keltonia knighti Kelton, 1966
- Keltonia mexicana T. Henry, 1991
- Keltonia pallida T. Henry, 1991
- Keltonia robusta T. Henry, 1991
- Keltonia rubrofemorata Knight, 1966
- Keltonia schaffneri T. Henry, 1991
- Keltonia steineri T. Henry, 1991
- Keltonia sulphurea (Reuter, 1907)
- Keltonia tuckeri (Poppius, 1911)
- Keltonia wheeleri T. Henry, 2002